# Libro de Óptica

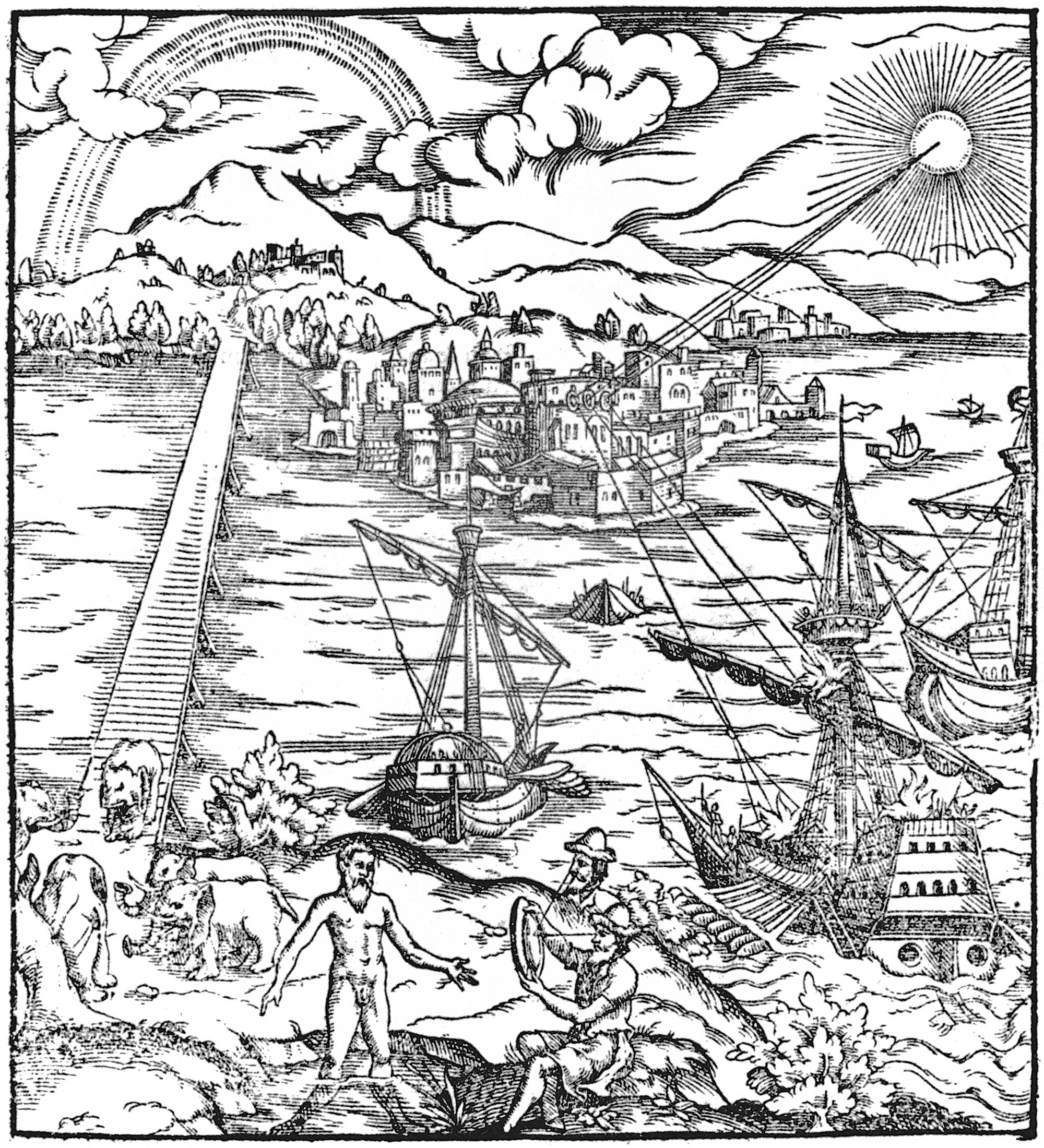
Portada del texto en latín Opticae Thesaurus, que incluye el Libro de Óptica de Alhacén, mostrando el arcos iris, el uso de espejos parabólicos para incendiar barcos, la distorsión de las imágenes causada por la refracción en el agua, y otros efectos ópticos.

El Libro de Óptica (en árabe: كتاب المناظر‎, romanizado: Kitāb al-Manāẓir; en latín: De Aspectibus o Perspectiva; en italiano: Deli Aspecti) es un tratado en siete volúmenes sobre óptica y sobre otros campos del saber, escrito por el estudioso medieval Ibn al-Haytham, conocido en occidente como Alhazen o Alhacén (965– c.1040).
El texto presenta fundados argumentos experimentales contra la por entonces ampliamente difundida teoría de la emisión de la vista (sostenida por Euclides en su Óptica), argumentando a favor de la teoría de la intromisión, apoyada por pensadores como Aristóteles. Como es bien sabido, el modelo finalmente aceptado es que la visión es generada por la luz que llega a los ojos.: 60–7.  El trabajo de Alhacén afectó extensamente al desarrollo de la óptica en Europa entre 1260 y 1650.

## Teoría de la visión
Antes de que el Libro de Óptica fuese escrito, coexistieron dos teorías de la visión. La extramisión o teoría de emisión fue propuesta por los matemáticos Euclides y Tolomeo, quién afirmó que ciertas formas de radiación son emitidas desde los ojos al observar lo que está siendo visto. Cuando estos rayos sensibles alcanzaban un objeto, permitirían al espectador percibir su color, forma y medida. Por otro lado, la teoría de la intromisión defendida por los seguidores de Aristóteles y Galeno, argumentaba que la visión sería causada por la presencia de un agente transmitido a los ojos desde cualquier objeto o de su entorno.
Al-Haytham argumentó muchas razones contra la teoría de la extromisión, señalando el hecho de que los ojos pueden sufrir daños por mirar directamente a luces muy brillantes como el sol.: 313–314  También planteó la baja probabilidad de que los presuntos rayos emitidos por los ojos pudieran cubrir la enorme distancia existente hasta las estrellas apenas en un parpadeo. Utilizando la teoría de la intromisión como fundamento, desarrolló su propia teoría de que cada punto iluminado de un objeto emite rayos de luz en todas direcciones, que de esta manera pueden alcanzar los ojos de un observador. Según esta teoría, el objeto observado se considera como la recopilación de una cantidad infinita de puntos, desde los que los rayos de luz se proyectan.

## La luz y teoría del color
En el Libro de Óptica, al-Haytham postuló la existencia de luz primaria y de luz secundaria, con la luz primaria siendo la más fuerte o más intensa de las dos. El libro describe cómo la forma esencial de la luz proviene de cuerpos luminosos por sí mismos y que la luz pasiva proviene de objetos que reflejan la luz de los otros. Según Ibn al-Haytham, la luz primaria proviene de los cuerpos luminosos y la luz secundaria del resto de objetos.: 317  La luz de estos últimos solo puede existir si hay una fuente de luz primaria. Tanto la luz primaria como la secundaria viajan en líneas rectas. La transparencia es una característica de un cuerpo que puede transmitir la luz a través de sí mismo, como el aire o el agua, a pesar de que ningún cuerpo puede transmitir por completo la luz o ser enteramente transparente. Los objetos opacos son aquellos que la luz no puede atravesar directamente, a pesar de que hay grados de opacidad que determinan cuánta luz puede de hecho pasar a través de ellos. Los objetos opacos son golpeados por la luz y pueden convertirse en cuerpos luminosos cuando irradian luz secundaria. La luz puede ser refractada al pasar por objetos parcialmente transparentes y también puede ser reflejada por objetos lisos como espejos, viajando en líneas rectas en ambos casos.
Al-Haytham presenta muchos experimentos en su Óptica, que demuestran sus postulados sobre la luz y su transmisión. También afirmó que el color actúa como la luz, siendo una calidad distinta de cada material y viajando desde cada punto de un objeto en líneas rectas. A través de la experimentación concluyó que el color no puede existir sin aire.

## Anatomía del ojo y proceso visual
Cuando un objeto irradia luz en líneas rectas en todas las direcciones, el ojo también tiene que recibir esta luz sobre su superficie exterior. Esta idea presentó un problema para al-Haytham y sus predecesores, porque de ser así, los rayos recibidos por el ojo de cada punto en el objeto formarían una imagen borrosa. Al-Haytham solucionó este problema utilizando su teoría de la refracción. Argumentó que a pesar de que el objeto envía una cantidad infinita de rayos de luz al ojo, solo una de estas líneas incide perpendicularmente en el ojo: los otros rayos llegan al ojo en ángulos que no son perpendiculares. Según al-Haytham, esto hace que se refracten y debiliten. Postuló que todos los rayos que no inciden perpendicularmente a los ojos no están implicados en el proceso de la visión.: 315–316 
En la estructura del ojo según al-Haytham, el humor cristalino es la parte que recibe los rayos de luz del objeto y forma un cono visual, con el objeto que es percibido como la base del cono y el centro del humor cristalino en el ojo como el vértice. Otras partes del ojo son el humor acuoso delante del humor cristalino y el humor vítreo por detrás. Estos, aun así, no desempeñan una función tan crítica en la visión como el humor cristalino, que transmitiría la imagen percibida al cerebro a través de un nervio óptico.

## Volúmenes
- Libro I - Trata sobre las teorías de al-Haytham sobre la luz, los colores, y la visión.
- Libro II - Presenta su teoría de la percepción visual.
- Libro III y Libro VI - Exponen sus ideas acerca de las aberraciones en la percepción visual, con el Libro VI centrado en los errores relacionados con la reflexión.
- Libro IV y Libro V - Muestran evidencias experimentales de sus teorías sobre la reflexión.
- Libro VII - Trata el concepto de la refracción.

## Influencia
El Libro de Óptica está fuertemente influido por la óptica de Tolomeo, mientras que la descripción de la anatomía y la fisiología del ojo estaba basada en los escritos de Galeno.
Fue traducido al latín por un estudioso desconocido al final del siglo XII (o el principio del siglo XIII).: 209–10.  El trabajo fue muy influyente durante la Edad Media.: 86.  Fue imprimido por Friedrich Risner en 1572, como parte de su colección Opticae Thesaurus, que incluía un libro sobre el crepúsculo falsamente atribuido a Alhacén, así como un trabajo sobre óptica de Witelo.

## Traducciones inglesas
- Sabra, Un. Yo., ed. (1983), La Óptica de Ibn al-Haytham, Libros yo@–II@–III: En Visión Directa. El texto de árabe, editado y con Introducción, árabe-Concordancia y Glosarios latinos Mesas, Sabra, A. I., ed. (1983), The Optics of Ibn al-Haytham, Books I–II–III: On Direct Vision. The Arabic text, edited and with Introduction, Arabic-Latin Glossaries and Concordance Tables, Kuwait: National Council for Culture, Arts and Letters.: Consejo Nacional para Cultura, Artes y Letras
- Sabra, Un. Yo., ed. (2002), La Óptica de Ibn al-Haytham. Edición del Texto de árabe de Libros IV@–V: Encima la reflexión y Las Imágenes Vistas por Reflexión. 2 vols, Sabra, A. I., ed. (2002), The Optics of Ibn al-Haytham. Edition of the Arabic Text of Books IV–V: On Reflection and Images Seen by Reflection. 2 vols, Kuwait: The National Council for Culture, Arts and Letters.: El Consejo Nacional para Cultura, Artes y Letras
- La Óptica de Ibn al-Haytham. Libros yo@–II@–III: En Visión Directa. Comentario y Traducción ingleses. 2 vols, Estudios del Warburg Instituto, vol. 40, traducido por Sabra, Un. Yo., Londres: El The Optics of Ibn al-Haytham. Books I–II–III: On Direct Vision. English Translation and Commentary. 2 vols, Studies of the Warburg Institute, vol. 40, London: The Warburg Institute, University of London, 1989, ISBN 0-85481-072-2., Universidad de , 1989,
- Smith, Un. Mark, ed. (2001),  escrito en Filadelfia, traducido por Smith, "Alhacen Teoría de Percepción Visual: Una Edición Crítica, con Comentario y Traducción ingleses, de los Primeros Tres Libros de Alhacen  Smith, A. Mark, ed. (2001), «Alhacen's Theory of Visual Perception: A Critical Edition, with English Translation and Commentary, of the First Three Books of Alhacen's De Aspectibus, the Medieval Latin Version of Ibn al-Haytham's Kitāb al-Manāẓir, 2 vols.», Transactions of the American Philosophical Society (Philadelphia: American Philosophical Society) 91 (4-5), ISBN 0-87169-914-1, OCLC 47168716., la Versión latina Medieval de   , 2 vols.", , : ,  (),  ,   Libros yo-III  (2001 — 91(4)) Vol 1 Comentario y texto latino vía JSTOR;  — 91(5) Vol 2 traducción inglesa, Libro yo:TOCpp.339-341, Libro II:TOCpp.415-6, Libro III:TOCpp.559-560, Nota 681ff, Bibl.  Vía JSTOR
- Smith, Un. Mark, ed. (2006),  escrito en Filadelfia, traducido por Smith, "Alhacen en los principios de reflexión: Una Edición Crítica, con Comentario y Traducción ingleses, de libros 4 y 5 de Alhacen  Smith, A. Mark, ed. (2006), «Alhacen on the principles of reflection: A Critical Edition, with English Translation and Commentary, of books 4 and 5 of Alhacen's De Aspectibus, the Medieval Latin Version of Ibn al-Haytham's Kitāb al-Manāẓir, 2 vols.», Transactions of the American Philosophical Society (Philadelphia: American Philosophical Society) 95 (2-3)., la Versión latina Medieval de   , 2 vols.", , Filadelfia: Sociedad Filosófica americana,  ()  2 vols:    . (: ), 2006 — 95(#2) Reserva 4-5 Vol 1 Comentario y texto latino vía JSTOR; 95(#3) Vol 2 traducción inglesa, Notas, Bibl.  Vía JSTOR
- Smith, Un. Mark, ed. Y trans. (2008) Alhacen encima Imagen-formación y distorsión en espejos : una edición crítica, con comentario y traducción ingleses, de Libro 6 de Alhacen  De aspectibus, [la versión latina Medieval de Ibn al-Haytham  Cajaāb al-Hombreāzir], Transacciones de la Sociedad Filosófica americana, 2 vols:  Vol 1 98(#1, sección 1—  Vol 1 Comentario y texto latino);  98(#1,sección 2 —  Vol 2 traducción inglesa). (Filadelfia: Sociedad Filosófica americana), 2008. Libro 6 (2008)   Vol 1 Comentario y texto latino vía JSTOR; Vol 2 traducción inglesa, Notas, Bibl.  Vía JSTOR
- Smith, Un. Mark, ed. Y trans. (2010) Alhacen encima Refracción : una edición crítica, con comentario y traducción ingleses, de Libro 7 de Alhacen  De aspectibus, [la versión latina Medieval de Ibn al-Haytham  Cajaāb al-Hombreāzir], Transacciones de la Sociedad Filosófica americana, 2 vol s:  100(#3, sección 1 —  Vol 1, Introducción y texto latino); 100(#3, sección 2 —  Vol 2 traducción inglesa).  (Filadelfia: Sociedad Filosófica americana), 2010.  Libro 7 (2010) Vol 1 Comentario y texto latino vía JSTOR;Vol 2 traducción inglesa, Notas, Bibl.  Vía JSTOR